# 推恩令

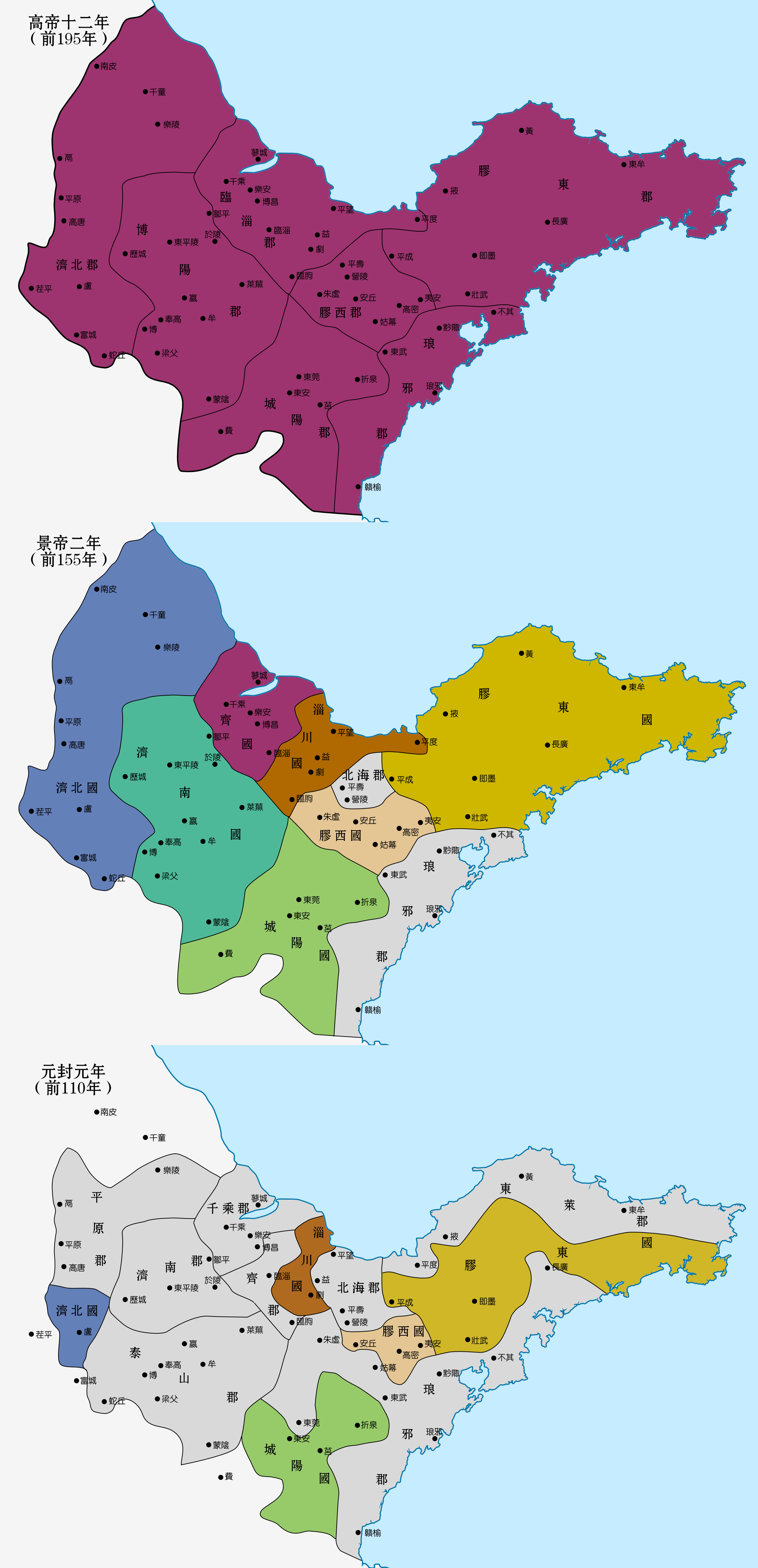
汉初齊地郡、王国疆域变迁示意图。经历文帝众建诸侯、景帝削藩、武帝推恩令等政策后，朝廷控制的土地大增，王国土地大减

推恩令是汉武帝接受主父偃建议，在元朔二年（前127年）颁布的一项诏令，允许诸侯王分封自己的子、弟为列侯。推恩令回应了诸侯王希望分封王子侯的需求，缓和了皇帝与诸侯王的对立。同时，由于侯国不归王国、而是由郡管辖，因此其直接结果是各王国的疆域缩小，朝廷控制的土地增多。

## 背景
刘邦建立汉朝后，分封自己的子、弟为诸侯王，在帝国东部建立了九个同姓诸侯王国，以拱卫中央政权。汉文帝采用贾谊的建议，将部分王国一分为多，削减其实力。景帝听从晁错削藩之策，直接夺取王国的属地，引发众多诸侯联合兴兵反抗朝廷，是为七国之乱；战乱平定后，景帝令各王国只能拥有一郡之地，又剥夺诸侯王的行政和财政权，使王国降为与郡相当的地方行政组织。至武帝时期，一些诸侯王仍然骄奢淫逸，无视法律，有的甚至设法谋害朝廷派来的國相，另一些恭谨守法、愿意拱卫汉室的诸侯王则感到受限过多，希望得到安抚。
與此同時，自惠帝至景帝时期，部分诸侯王會在本国境内封置王子侯国，将自己的儿子封为徹侯；惟景帝中六年（前144年）规定，侯国不归王国、而是由各郡来管理，王国境内不再封置侯国。由于上述两条政策间存在冲突，因此其后不再封置王子侯国，没有继承王位的王子就只能变为平民。

## 执行
针对以上问题，主父偃向武帝建議，重新分封王子侯，以满足诸侯王子的利益诉求，又能削弱诸侯王国的实力。自元光五年（前130年）起，朝廷在诸侯王死后会从王国境内分出一部分土地，设置王子侯国；元朔二年（前127年）正月，武帝更颁发诏令，允许诸侯王在世时主动“推恩”，把王国的部分土地分给子、弟作为封邑，呈报朝廷后由中央制订侯国名称。這一政策並非強制，也不代表诸侯王的所有子、弟從此都会封侯，而是只有部分人获封，且获封列候的王子也不能自己继续分封下一代。
| 推恩前 | 推恩前 |      | 第一次推恩后 | 第一次推恩后 | 第一次推恩后 |      | 第二次推恩后 | 第二次推恩后 | 第二次推恩后 | 第二次推恩后 |
| 王国   | 郡     | 王国 | 侯国         | 郡           | 王国         | 王国 | 侯国         | 郡           |              |              |
| 王国   | 郡     | 王国 | 侯国         | 郡           | 王国         | 王国 | 侯国         | 郡           |              |              |
| 王国   | 郡     | 王国 | 侯国         | 郡           | 侯国         | 侯国 | 侯国         | 郡           |              |              |
| 郡     | 郡     | 郡   | 郡           | 郡           | 郡           | 郡   | 郡           | 郡           |              |              |

## 影响
由于诸侯王子迫切希望获封列侯，诸侯王也不希望支庶子弟沦为庶民，因此推恩令受到宗室欢迎，缓和了皇帝与诸侯王的对立。法令下达后的十五年里，有大约12个诸侯王国自愿推恩，分封王子侯150多位。这些王子侯国跟其他侯国一样，隶属于各个郡，不由王国管辖，也就意味着各王国的疆域缩小，朝廷控制的土地增多。后人多称赞推恩令避免了与诸侯王的正面冲突，以柔和的方式顺利地削弱了诸侯王国的实力。